# Droga wojewódzka 741
Die Droga wojewódzka 741 (DW 741) ist eine fünf Kilometer lange Droga wojewódzka (Woiwodschaftsstraße) in der polnischen Woiwodschaft Lublin, die Bronowice mit Wólka Gołębska verbindet. Die Strecke liegt Powiat Puławski.

## Streckenverlauf
Woiwodschaft Lublin, Powiat Puławski
-  Bronowice (DK 15, DW 738)
- Łęka
-  Wólka Gołębska (DW 801)